# Derivada ordinaria
Se da 
y = f(x),
una función definida en un cierto intervalo abierto, que se va a considerar su dominio. A cualquier valor de x en tal intervalo le corresponde un valor determinado de la función y = f(x).
Se  admite que x0 sea un valor fijo del intervalo, al cual le corresponde el valor f(x0). De modo que hay una variación de los valores de la función f(x) -f(x0) y la variación en los valores de dominio:  x - x0.
se considera la razón de la variación de la función a la  de los elementos del dominio:
{\displaystyle {\frac {f(x)-f(x_{0})}{x-x_{0}}}}
Se halla el límite de esta razón cuando {\displaystyle \lim _{x\rightarrow x_{0}}}. En caso de existir este límite se llama derivada ordinaria de  la función dada f(x) en x0 y se denota {\displaystyle \displaystyle f^{\prime }(x_{0})}
o sea formalmente

## Definición
Al límite 

{\displaystyle {\frac {df(x)}{dx}}=\lim _{x\rightarrow x_{0}}{\frac {f(x)-f(x_{0})}{x-x_{0}}}},

, en caso de existir, se llama derivada ordinaria de f en x0.. A esta fórmula se conoce como la Notación de Leibniz
Notaciones
1. {\displaystyle f'(x_{0})}
2. {\displaystyle {\frac {df(x_{0})}{dx}}}
3. {\displaystyle D_{x}f(x_{0})}
4. {\displaystyle {\dot {y}}={\frac {dy}{dx}}} , se suprimió su uso en 1915 en Gran Bretaña

Ejemplo
Sea la función definida por {\displaystyle f(x)={\sqrt {x}}}
evaluación en x0 da: {\displaystyle {\sqrt {x_{0}}}}
diferencia {\displaystyle {\sqrt {x}}-{\sqrt {x_{0}}}}, racionalizando  {\displaystyle {\frac {{\sqrt {x}}-{\sqrt {x_{0}}}}{{\sqrt {x}}+{\sqrt {x_{0}}}}}\cdot ({\sqrt {x}}+{\sqrt {x_{0}}})={\frac {x-x_{0}}{{\sqrt {x}}+{\sqrt {x_{0}}}}}}
cociente {\displaystyle {\frac {x-x_{0}}{{\sqrt {x}}+{\sqrt {x_{0}}}}}\cdot {\frac {1}{x-x_{0}}}={\frac {1}{{\sqrt {x}}+{\sqrt {x_{0}}}}}}
finalmente el límite: {\displaystyle {\frac {df(x_{0})}{dx}}=\lim _{x\rightarrow x_{0}}{\frac {f(x)-f(x_{0})}{x-x_{0}}}={\frac {1}{2{\sqrt {x_{0}}}}}}

## Interpretaciones
- En la física la velocidad instantánea se considera como la derivada del espacio con respecto al tiempo en un instante dado.
- En la geometría analítica, la derivada se considera el valor de la pendiente de una recta tangente a una curva  considerando que las secantes se acercan como posición límite a dicha tangente.
- En química la velocidad de disolución de sal en relación con la concentración en un instante dado.
- Se considera que la capacidad calórica es la derivada de la capacidad de calor respecto a la temperatura.

## Propiedades
- Dada una función a la operación de hallar su función derivada se denomina derivación, algunas veces diferenciación.
- Si la función y = f(x) tiene derivada ordinaria en el valor x0 se dice que la función f es derivable en dicho valor. La función {\displaystyle f(x)={\sqrt {x}}} está definida en el conjunto de los números reales no negativos, pero su función derivada {\displaystyle f'(x)={\frac {1}{2{\sqrt {x}}}}} está definida sólo para los números reales positivos.
- Si una función y = f(x) es derivable en cada punto de un intervalo I, se puede definir la función derivada de I en R.
- Se considera el conjunto de funciones en I y también el conjunto de funciones derivables. Se puede considerar la derivada como una aplicación que a f le hacer corresponde f'. En tal caso la derivada es una aplicación lineal. Esto es

{\displaystyle D_{x}(\alpha f+\beta g)=\alpha D_{x}f+\beta D_{x}g}
Proposición
Si la función y = f(x) es derivable en x0 será continua para dicho valor.

## Derivadas unilaterales
Hay funciones de variable real que son continuas en un determinado punto, pero no tiene derivada en dicho punto; en esta situación ayuda aclarar el caso, los conceptos de derivadas unilaterales.
Primer caso

Al límite 

{\displaystyle {\frac {df_{+}(x_{0})}{dx}}=\lim _{x\rightarrow x_{0}^{+}}{\frac {f(x)-f(x_{0})}{x-x_{0}}},}

,
se llama derivada por la derecha de la función f en el punto {\displaystyle x_{0}}
Segundo caso

Al límite 

{\displaystyle {\frac {df_{-}(x)}{dx_{0}}}=\lim _{x\rightarrow x_{0}^{-}}{\frac {f(x)-f(x_{0})}{x-x_{0}}},}

, 
se llama derivada por la izquierda de la función f en el punto {\displaystyle x_{0}}
A la derivada por la derecha y a la derivada por la izquierda se llaman derivadas unilaterales
Ejemplo
Sea da la función y = |cos x| hallar las derivadas unilaterales en {\displaystyle x={\frac {\pi }{2}}}
Para 0 <x < π/2, se tiene |cos x|= cosx; para π/2 < x < π, resulta  |cos x| = -cosx además {\displaystyle cos{\frac {\pi }{2}}=0}
Derivada por la izquierda
Se tiene que calcular el límite de 

{\displaystyle {\frac {cos{x}-0}{x-{\frac {\pi }{2}}}}}

 cuando {\displaystyle x\rightarrow {\frac {\pi }{2}}^{-}} que es igual a hallar el límite por la izquierda de 

{\displaystyle {\frac {-sen(x-{\frac {\pi }{2}})}{x-{\frac {\pi }{2}}}}}

 que resulta {\displaystyle f_{-}^{\prime }({\frac {\pi }{2}})=-1}
La derivada por la derecha
En este caso hay que calcular el límite de 

{\displaystyle {\frac {-cos{x}-0}{x-{\frac {\pi }{2}}}}}

 cuando {\displaystyle x\rightarrow {\frac {\pi }{2}}^{+}} que es igual a hallar el límite por la derecha de 

{\displaystyle {\frac {sen(x-{\frac {\pi }{2}})}{x-{\frac {\pi }{2}}}}}

 que resulta {\displaystyle f_{+}^{\prime }({\frac {\pi }{2}})=1}
Esta función es continua en {\displaystyle {\frac {\pi }{2}}} pero no es derivable en tal punto, al no ser iguales sus derivadas unilaterales.
Proposición
Es una consecuencia inmediata de la definición de límites unilaterales que existe la derivada ordinaria en x0 si y sólo si existen y son iguales las derivadas unilaterales en x0 . En caso de cumplimiento de tales condiciones  es cierta la igualdad
{\displaystyle f'(x_{0})=f_{+}'(x_{0})=f'_{-}(x_{0})}

## Fuente bibliográfica
- Calculus por Spivak
- Análisis matemático por Tom Mike Apostol
- Análisis matemático por Lange
- Análisis matemático por Elon Lages
- Introducción al análisis matemático de una variable por Bartle - Sherbert

- Datos: Q56324243

- FunÇoes reais Djairo de Figueredo
- Análisis matemático tomo I por Hasser-La salles -Sullivan
- Análisis matemático por Kudriátsev